# Butch & Sundance – Die frühen Jahre
Butch & Sundance – Die frühen Jahre (Originaltitel: Butch and Sundance: The Early Days) ist eine US-amerikanische Western-Filmkomödie von Richard Lester aus dem Jahr 1979. Der Film erzählt die Vorgeschichte zu dem Film Zwei Banditen (im Original Butch Cassidy and the Sundance Kid) von 1968. Der Film wurde 1980 für den Oscar für das Kostümdesign nominiert.

## Handlung
Butch Cassidy und Harry Longabaugh, der sich erst im Laufe des Films Sundance Kid nennen wird, tun sich in Wyoming zusammen und beginnen zusammen Raubüberfälle zu begehen. Zwischenzeitlich müssen sie sich um O.C. Hanks, einen ehemaligen Kumpanen Cassidys, kümmern. Hanks verfolgt sie, weil er glaubt, dass Butch Cassidy ihre gemeinsame Bande verraten hätte.

## Produktion
Der Ursprung des Films waren Gespräche zwischen Steven Bach und William Goldman, die die Idee entwickelten eine Geschichte über die Jugend von Butch Cassidy und Sundance Kid zu entwickeln. Sie holten Allan Burns hinzu, der für $ 200.000 und Gewinnanteile den Großteil des Drehbuchs entwickelte, während Goldman vor allem Verfeinerungen vornahm. Burns hatte bis dahin vor allem fürs Fernsehen gearbeitet.

## Rezeption
Auf Rotten Tomatoes erreichte Butch & Sundance einen Publikumswert von 33 Prozent.
Der Filmdienst schrieb:

„‚Premake‘ des erfolgreichen Westerns ‚Butch Cassidy and the Sundance Kid‘ (‚Zwei Banditen‘, 1968). Der Beginn ihrer Partnerschaft wird im Stil einer fiktiven Chronik nacherzählt, wobei dank der leichthändigen Regie des Komödienspezialisten Richard Lester die parodistischen Elemente überwiegen“

Die zeitgenössische Kritik war nicht gut. In Variety wurde vor dem Erscheinen des Films geurteilt, dass der Film weder bezüglich des Castings noch des Stils an den Vorgänger herankomme. Ohne Paul Newman oder Robert Redford spiele es keine Rolle, wie sehr Butch in die Kindlichkeit oder Senilität des Paars eintauche, – es fehle die Star-Chemie.
Für Vincent Canby in der New York Times gab es keine misslungenere Fortsetzung seit Exorzist II – Der Ketzer und Der weiße Hai 2. Die einzige Frage sei, was falsch gelaufen sei. Der Film habe etwas von etwas Vernachlässigtem, man könne nicht glauben, dass Richard Lester im selben Raum war, als gedreht wurde. Canby fragte sich, ob jeder jeden am Set gehasst habe. Die Kameraarbeit sei liebenswert und die historischen Details attraktiv, aber das sei nur Dekor für eine leere Hülle. Zum ersten Teil sei viel zu dunkleren Bedeutungen von Buddy-Filmen geschrieben worden. Diese Gefahr bestünde hier nicht, die Hauptdarsteller spielten, als ob sie in verschiedenen Filmen seien.
Gary Arnold in der Washington Post sah den Film als netten und angenehmsten Western seit einigen Jahren, allerdings nicht als großen oder mitreißenden. Die Kameraarbeit, das Szenenbild und die Kostüme wären eine Freude anzusehen. Burns Drehbuch verliere sich aber darin, die Chronologie zum Vorgängerfilm zu werden.

## Nominierung
William Ware Theiss wurde 1980 für das Kostümdesign bei Butch & Sundance für den Oscar nominiert.